# Gournay-en-Bray

Gournay-en-Bray este o comună în departamentul Seine-Maritime, Franța. În 1 ianuarie 2022 avea o populație de 5.834 de locuitori.